# Cicikar
Cicikar, též Čchi-čchi-cha-er (čínsky pchin-jinem Qíqíhāěr, znaky 齐齐哈尔) je městská prefektura v Čínské lidové republice. Patří k provincii Chej-lung-ťiang.
Celá prefektura má rozlohu 42 147 čtverečních kilometrů a k roku 2020 v ní žily čtyři miliony obyvatel, zejména Chanů, ale i zástupci menšin (Mandžuové, Mongolové).
V okolních mokřinách se nachází chráněné území Ča-lung významné coby sídliště mnoha jeřábů mandžuských.

## Správní členění
Městská prefektura Cicikar se člení na šestnáct celků okresní úrovně, a sice sedm městských obvodů, jeden městský okres a osm okresů.
| 1 2 Tchie-feng Ang-ang-si 3 4 Mej-li-s’ okres · Lung-ťiang okres · I-an okres · Tchaj-laj okres · Kan-nan okres · Fu-jü okres · Kche-šan okres · Kche-tung okres · Paj-čchüan městský okres · Ne-che 1. Lung-ša 2. Ťien-chua 3. Fu-la-er-ťi 4. Nien-c’-šan |                  |                       |                       |             |                                         |
| Název | Název            | Počet obyvatel (2010) | Počet obyvatel (2020) | Rozloha km² | Hustota zalidnění (obyv. na km²) (2020) |
| český přepis | znaky            | Počet obyvatel (2010) | Počet obyvatel (2020) | Rozloha km² | Hustota zalidnění (obyv. na km²) (2020) |
| Městský obvod |                  |                       |                       |             |                                         |
| Lung-ša | 龙沙区           | 354 987               | 355 849               | 122         | 2 922                                   |
| Ťien-chua | 建华区           | 292 579               | 332 566               | 121         | 2 760                                   |
| Tchie-feng | 铁锋区           | 331 951               | 271 372               | 752         | 361                                     |
| Ang-ang-si | 昂昂溪区         | 80 109                | 67 824                | 728         | 93                                      |
| Fu-la-er-ťi | 富拉尔基区       | 256 159               | 197 424               | 376         | 525                                     |
| Nien-c’-šan | 碾子山区         | 72 151                | 56 553                | 300         | 189                                     |
| Mej-li-s’ (daurský) | 梅里斯达斡尔族区 | 165 852               | 125 399               | 2 228       | 56                                      |
| Městský okres |                  |                       |                       |             |                                         |
| Ne-che | 讷河市           | 625 892               | 436 906               | 6 369       | 69                                      |
| Okresy |                  |                       |                       |             |                                         |
| Lung-ťiang | 龙江县           | 572 764               | 414 285               | 5 698       | 73                                      |
| I-an | 依安县           | 480 035               | 353 872               | 3 680       | 96                                      |
| Tchaj-laj | 泰来县           | 302 027               | 249 153               | 3 910       | 64                                      |
| Kan-nan | 甘南县           | 368 734               | 288 203               | 4 804       | 60                                      |
| Fu-jü | 富裕县           | 276 537               | 224 040               | 4 005       | 56                                      |
| Kche-šan | 克山县           | 403 175               | 255 041               | 3 410       | 75                                      |
| Kche-tung | 克东县           | 264 285               | 156 983               | 2 052       | 77                                      |
| Paj-čchüan | 拜泉县           | 519 766               | 282 019               | 3 593       | 78                                      |
| |                  |                       |                       |             |                                         |
| Celkem | Celkem           | 5 367 003             | 4 067 489             | 42 147      | 97                                      |

## Partnerská města
- Kojang, Jižní Korea
- Krasnojarsk, Rusko
- New Castle County, USA
- Ucunomija, Japonsko